# Laurits Tuxen

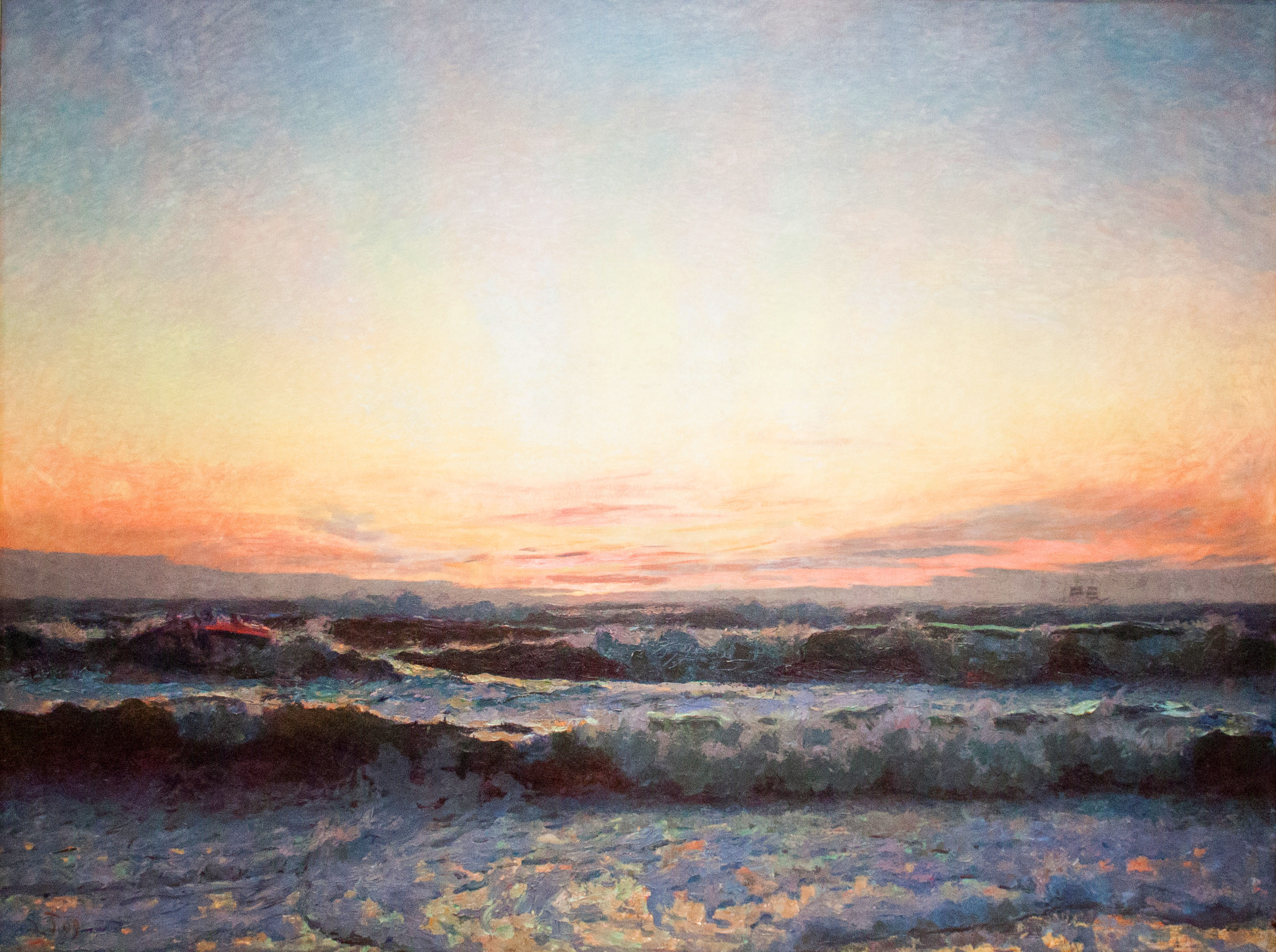
Nordsjön i storm, målning av Laurits Tuxen.

Laurits Regner Tuxen, född 9 december 1853 i Köpenhamn, död 21 november 1927, var en dansk målare, son till Nicolai Elias Tuxen. Han var i sitt andra äktenskap gift med Frederikke Treschow.
Tuxen studerade vid konstakademien 1868–1872 samt för Vilhelm Kyhn och marinmålning för Holger Drachmann. Han målade till en början kustlandskap och fiskare, väckte uppseende med Från Jyllands västkust (räddningsbåt går ut under storm, 1875), reste därefter till England och Bretagne, kom till Paris och målade där under två vintrar på Léon Bonnats ateljé. 
Tuxen var en av de första unga danska målare, som tillägnade sig fransk teknik. Efter hemkomsten målade han 1879 Susanna i badet, som väckte stort uppseende genom den ypperliga modelleringen av den nakna kvinnokroppen och genom sin måleriska virtuositet (en skiss 1878 och ett 1882 daterat exemplar finns i Ny Carlsberg Glyptotek). 1879 begav han sig till Rom, där han bland annat gjorde utmärkta kopior av Rafael och Tizian. 
Under de följande åren utförde han tre plafondmålningar i Frederiksborgs slott: Aurora, Venus' triumf, Jorden och havet samt Arconas intagande på samma plats, utförde därjämte på beställning en följd stora porträttgrupper och representationsmålningar, bland dem Kristian IX och hans släkt (1886, Frederiksborg), engelska kungafamiljen, kung Edvards kröning (jämte flera i Buckingham palace, London), kejsar Nikolaj II:s kröning i Moskva, drottning Viktorias jubileum med flera. 
År 1914 gjorde han en studieresa till Grekland för att måla kung Georgs intåg i Thessaloniki, avsedd för Kristiansborgs slott. Tuxen har utfört en rad livliga och väl karakteriserade porträtt, bland dem självporträtt (Uffizigalleriet i Florens) och porträtt av Peder Severin Krøyer (Budapests museum). Han utförde även porträtt i skulptur (bland annat en porträttgrupp av Krøyer och Michael Ancher).
I målning behandlade han även sådana motiv som Orfeus och Eurydike (1907) och Den skriftlärde (1917), förblev för övrigt sin ungdomskärlek till havet och kustbefolkningen trogen, målade präktiga landskap, marintavlor och folkbilder; att nämna är framför allt Trankokning på Jyllands västkust (1879) och Västerhavet (storm efter solnedgång, utställd 1910). Hans studier av "saltvattensböljor", badliv och friluft ansågs av samtiden förträffliga. 
Som lärare utvecklade Tuxen betydelsefull verksamhet i Kunstnernes Frie Studieskoler, som han bland andra tillsammans med Krøyer startade 1882. Han blev medlem av danska Konstakademien 1897 och var professor där 1909–1916, vicedirektör 1920–1922.

## Utmärkelser
- Professors namn,  1892[6]
- Eckersbergmedaljen,  1893[7]
- Riddare av Dannebrogorden,  1897[6]
- Dannebrogsmännens hederstecken,  1900[6]

[Redigera Wikidata]